# Kopčić
Kopčić är en ort i Bosnien och Hercegovina.   Den ligger i entiteten Federationen Bosnien och Hercegovina, i den centrala delen av landet, 80 km väster om huvudstaden Sarajevo. Kopčić ligger 541 meter över havet och antalet invånare är 671.
Terrängen runt Kopčić är huvudsakligen kuperad. Kopčić ligger nere i en dal.Närmaste större samhälle är Bugojno, 6,2 km söder om Kopčić. 
Omgivningarna runt Kopčić är en mosaik av jordbruksmark och naturlig växtlighet. Runt Kopčić är det ganska tätbefolkat, med 93 invånare per kvadratkilometer.